# كريستين لارسن
كريستين لارسن هي سباحة متزامنة كندية، ولدت في 15 ديسمبر 1967 في كوكويتلام في كندا.

## وصلات خارجية
- كريستين لارسن على موقع الاتحاد الدولي للسباحة (الإنجليزية)
- كريستين لارسن على موقع أوليمبيديا (الإنجليزية)
- كريستين لارسن على موقع اتحاد ألعاب الكومنولث (مؤرشف) (الإنجليزية)